# Frank Haller
Frank Haller est un boxeur américain né le 6 janvier 1883 à San Francisco, Californie, et mort le 30 avril 1939 à Saint Louis, Missouri.

## Carrière
Il a remporté aux Jeux olympiques d'été de 1904 à Saint-Louis la médaille d'argent en poids plumes. Après une première victoire face à son compatriote Frederick Gilmore, il s'incline aux points en finale contre Oliver Kirk.

## Palmarès

### Jeux olympiques
- Jeux olympiques de 1904 à Saint-Louis (poids plumes)